# 경주 김씨 계림군파
경주 김씨 계림군파(慶州金氏 鷄林君派)는 경주 김씨(慶州 金氏)에서 분파된 한국의 성씨로, 파조 김균(金稛)은 조선 개국공신(開國功臣)으로 계림군(鷄林君)에 봉해졌다.

## 역사
경주 김씨 계림군파는 신라 태보공 김알지를 시조로 삼고, 조선 개국공신(開國功臣) 계림군(鷄林君) 김균(金稛)을 파조로 하는 경주 김씨의 한 분파이다.
계림군파 최초의 족보인 1772년 임진보에 의하면 상계는 고려초 장군 김순웅(金順雄)으로, 파조 김균은 그의 후손으로 조선 개국공신(開國功臣) 보국숭록좌찬성(輔國崇祿左贊成)에 이르고 계림군(鷄林君)에 봉해졌다고 하였다. 사후 제숙공(齊肅公)의 시호가 내려졌다.
슬하에 김맹성(金孟誠)·김중성(金仲誠)·김계성(金季誠) 3형제를 두었다.
김균의 묘는 경기도 광주시 능평동 산 89-1에 있으며, 사우(祠宇)는 전라북도 임실군 삼계면 후천리에 있다.

## 본관
경주(慶州)는 경상북도(慶尙北道) 남동부(南東部)에 위치한 지명(地名)으로 지금의 경상북도 경주시(慶尙北道 慶州市)를 뜻한다. 기원전 57년에 6촌(六村)이 연합하여 고대국가를 형성하여 국호를 서라벌(徐羅伐)·사로(斯盧)·사라(斯羅)로 하고, 수도를 금성(金城)이라 하였다. 65년(신라 탈해왕 9) 시림(始林)에서 김씨(金氏) 시조(始祖) 김알지(金閼智)가 탄생하여 국호를 계림(鷄林)으로 칭하였다. 307년(기림왕 10)에 최초로 국호를 신라(新羅)로 하였다. 935년(고려 태조 18) 신라 마지막 왕인 경순왕(敬順王)이 고려에 항복하자 경주(慶州)로 개칭하고 식읍을 주었고, 그를 사심관으로 삼았다. 1895년(고종 32) 군면 폐합으로 경주군이 되고, 1955년 경주읍과 내동면 전역, 천북면과 내남면 일부가 통합되어 경주시로 승격되었다.

## 인물
- 김맹성(金孟誠) : 계림군(鷄林君) 김균(金稛)의 장남으로 1433년 중추원부사, 1435년에 경기도관찰사, 1437년에 호조참판이 되고, 이듬해 이조참판 등을 거쳐, 1439년에는 형조판서에 올랐다. 이어 호조판서와 지중추원사 등을 역임하였다. 성품이 단의(端懿)하고 일을 빈틈없이 처리하였다. 시호는 희경(僖敬)이고, 아들은 없었다.
- 김중성(金仲誠): 계림군(鷄林君) 김균(金稛)의 2남으로 판봉상시사(判奉常寺事, 정3품)를 역임하였다.
- 김신민(金新民): 계림군(鷄林君) 김균(金稛) 손자이며, 김중성의 차남이다. 세종 8년인 1426년 4월 11일에 과거시험에 응시하였고 관직에 진출하여 종학박사(宗學博士)를 거쳐 집현전(集賢殿)부제학(副提學)과 중추원(中樞院)첨지사(僉知事) 등을 지냈다
- 김승경(金升卿): 계림군(鷄林君) 김균(金稛)의 증손(曾孫)이며, 김신민(金新民)의 장남으로 문과(文科)에 급제하여 벼슬이 대사헌(大司憲)이었다. 김승경의 3남인 김서(金瑞) 이후 계대로 계림군파 대종가가 이어지고 있으며, 특히 김승경의 6대손 김원중(金元重)때 계림군파 적장손이 김원중에게 세습된 후 이후 종손이 이어지고 있다.
- 김원중(金元重): 계림군(鷄林君) 김균(金稛)의 9대손이고, 참판 김성진(金聲振)의 아들로 계림군의 적장손이다. 병자호란때 계림군파 일가들과 함께 창의하여 의병을 일으키고 여러 공훈에 힘입어 가선대부(嘉善大夫)의 음직(蔭職)을 받았고, 용대사(龍臺祠)에 배향(配享)되었다.
- 김당(金璫) : 김균(金稛)의 현손(玄孫)으로 문과(文科)에 급제하여 벼슬이 찬성(贊成)이었으며, 시호는 공절공(恭節公)이다.
- 김경여(金慶餘) : 김균의 9대손으로 문과(文科)에 급제하여 벼슬이 부제학(副提學)이었고, 시호는 문정공(文貞公)이며, 서원(書院)에 배향(配享)되었다.
- 김원립(金元立) : 김균의 9대손으로 아버지는 찰방 김성진(金聲振)이다. 문과(文科)에 급제하여 벼슬이 보덕(輔德)이었으며, 용대사(龍臺祠)에 배향(配享)되었다.
- 김재현(金載顯) : 김원립의 손자로 문과(文科)에 급제하여 벼슬이 도승지(都承旨)였다.
- 김종순(金從舜) : 파조 김균(金稛)의 손자로 아버지는 김계성(金季誠)이다. 벼슬이 판윤이었고, 시호는 공호공(恭胡公)이며, 청백리(淸白吏)에 뽑혔다.
- 김천령(金千齡) : 김종순의 손자로 문과(文科)에 급제하여 벼슬이 직제학(直提學)이었으며, 호당(湖堂)에 뽑혔다.
- 김명원(金命元) : 김천령의 손자로 문과(文科)에 급제하여 벼슬이 좌의정(左議政)이었으며, 공신(功臣)으로서 경림 부원군(慶林府院君)에 봉해졌다. 시호는 충익공(忠翼公)이다.
- 김남중(金南重) : 김명원의 손자로 문과(文科)에 급제하여 벼슬이 예조 판서(禮曹判書)였으며, 시호는 정효공(貞孝公)이다.
- 김주신(金柱臣) : 김남중(金南重)의 손자로 숙종조(肅宗朝)의 국구(國舅)로서 경은부원군(慶恩府院君)에 봉해졌고, 시호는 효간공(孝簡公)이다.
- 김효대(金孝大) : 김주신의 손자로 벼슬이 형조 판서(刑曹判書)였으며, 시호는 효정공(孝貞公)이다.
- 김사목(金思穆) : 김효대의 아들로 문과(文科)에 급제하여 벼슬이 좌의정(左議政)이었으며, 시호는 경헌공(敬獻公)이다.
- 김영작(金永爵) : 김사목의 조카로 문과(文科)에 급제하여 벼슬이 이조 참판(吏曹參判)ㆍ홍문관 제학(弘文館提學)이었다.
- 김정집(金鼎集) : 김사목의 손자로 문과(文科)에 급제하여 벼슬이 예조 판서(禮曹判書)였으며, 시호는 문정공(文貞公)이다.
- 김홍집(金弘集) : 김영작의 아들로 문과(文科)에 급제하여 벼슬이 총리대신에 이르렀으며, 시호는 충헌공(忠獻公)이다.
- 김창희(金昌熙) : 김정집의 아들로 문과(文科)에 급제하여 벼슬이 공조 판서(工曹判書)였으며, 시호는 문헌공(文憲公)이다.
- 김교헌(金敎獻) : 김창희의 아들로 문과(文科)에 급제하여 벼슬이 성균관 대사성이었으며, 국권 피탈 이후 대종교 2대 교주가 되어 독립운동에 힘썼다.

## 항렬표
- 경주김씨 계림군파 낙암공 항렬표[1]

| \| 시조 김알지(1세) 기준 \| 64세 \| 65세 \| 66세 \| 67세 \| 68세 \| 69세 \| 70세 \| 71세 \| 72세 \| 73세 \| 74세 \| 75세 \| 76세 \| 77세 \| \| 제숙공 김균(48세) 기준 \| 17세 \| 18세 \| 19세 \| 20세 \| 21세 \| 22세 \| 23세 \| 24세 \| 25세 \| 26세 \| 27세 \| 28세 \| 29세 \| 30세 \| \| 낙암공 김응부(55세) 기준 \| 10세 \| 11세 \| 12세 \| 13세 \| 14세 \| 15세 \| 16세 \| 17세 \| 18세 \| 19세 \| 20세 \| 21세 \| 22세 \| 23세 \| \| 항렬 \| O희(熙) \| 교(敎)O \| 정(正)O \| O식(植) \| 학(學)O \| O기(基) \| 진(鎭)O \| O수(洙) \| 상(相)O \| O환(煥) \| 규(奎)O \| O현(鉉) \| 해(海)O \| O표(杓) \| 1. 2. |         |         |         |         |         |         |         |         |         |         |         |         |         |         |
| 시조 김알지(1세) 기준 | 64세    | 65세    | 66세    | 67세    | 68세    | 69세    | 70세    | 71세    | 72세    | 73세    | 74세    | 75세    | 76세    | 77세    |
| 제숙공 김균(48세) 기준 | 17세    | 18세    | 19세    | 20세    | 21세    | 22세    | 23세    | 24세    | 25세    | 26세    | 27세    | 28세    | 29세    | 30세    |
| 낙암공 김응부(55세) 기준 | 10세    | 11세    | 12세    | 13세    | 14세    | 15세    | 16세    | 17세    | 18세    | 19세    | 20세    | 21세    | 22세    | 23세    |
| 항렬 | O희(熙) | 교(敎)O | 정(正)O | O식(植) | 학(學)O | O기(基) | 진(鎭)O | O수(洙) | 상(相)O | O환(煥) | 규(奎)O | O현(鉉) | 해(海)O | O표(杓) |